# Karang Anyer (Kisaran Timur)
Karang Anyer is een bestuurslaag in het regentschap Asahan van de provincie Noord-Sumatra, Indonesië. Karang Anyer telt 4166 inwoners (volkstelling 2010).